# آلا لوونیان
آلا لوونیان (ارمنی: Ալլա Լևոնյան؛ انگلیسی: Alla Levonyan؛ زادهٔ ۲۶ ژوئن ۱۹۷۵) خواننده اهل ارمنستان است. وی از سال ۱۹۹۳ میلادی تاکنون مشغول فعالیت بوده‌است.

## زندگی‌نامه
وی در ۲۶ ژوئن ۱۹۷۵ در آوشار، آرارات به دنیا آمد و از کنسرواتوار دولتی کومیتاس ایروان فارغ‌التحصیل گشت. وی همچنین برنده جوایزی همچون هنرمند افتخاری جمهوری ارمنستان و مدال طلای وزارت فرهنگ جمهوری ارمنستان شد.